# Привидения в замъка
„Привидения в замъка“ (на английски: The Haunted Mansion) е американска свръхестествена комедия на ужасите от 2003 г. на режисьора Роб Минкоф, по сценарий на Дейвид Берънбаум, базиран е на едноименната атракция от Дисни, във филма участват Еди Мърфи, Стенли Тучи, Уолъс Шоун, Марша Томасън и Дженифър Тили.
Премиерата на филма е в САЩ на 26 ноември 2003 г. и печели 182.3 млн. долара в световен мащаб при бюджет от 90 млн. долара.
Преиздадения филм, режисиран от Джъстин Симиен, е насрочен да бъде пуснат през март 2023 г.

## Актьорски състав
- Еди Мърфи – Джим Евърс
- Терънс Стамп – Рамсли
- Натаниъл Паркър – Едуард Грейси
- Марша Томасън – Сара Евърс, съпруга на Джим
- Дженифър Тили – Мадам Леота
- Уолъс Шоун – Езра
- Дина Спайбей – Ема
- Марк Джон Джефрис – Майкъл Евърс, син на Джим и Сара
- Ари Дейвис – Меган Евърс, дъщеря на Джим и Сара

## Преиздание
През юли 2010 г. е съобщено, че преиздадената адаптация, базирана на едноименната атракция на Уолт Дисни е в разработка от Уолт Дисни Пикчърс, докато Гийермо дел Торо е сценарист и продуцент на филма. Филмът остана в разработка, докато Райън Гослинг е в преговори да участва през април 2015 г., докато Д. В. ДеВичентис е нает да пренапише сценария. През септември 2016 г. Бригам Тейлър е нает като допълнителен продуцент.
През август 2020 г. е обявено, че сценаристката Кейт Диполд ще напише новия сценарий, а ко-продуценти ще са Дан Лин и Джонатан Ейрих. Джъстин Симиън се подписа като режисьор през април 2021 г., и Тифани Хадиш, Лакит Стенфийлд, Оуен Уилсън, Росарио Доусън и Дани Де Вито се подписаха да участват през октомври същата година. Филмът е насрочен да излезе на 10 март 2023 г.